# 2-Imidazolin
2-Imidazolin ist eine chemische Verbindung aus der Gruppe der Imidazoline. Von ihr abgeleiteten Derivate kommen in Naturstoffen vor und werden als Arzneistoffe untersucht.

## Synthese
Die Synthese von 2-Imidazolin durch eine Ringöffnung von 1,3,5-Triazin mit Ethylendiamin wurde 1955 von Christoph Grundmann et al. publiziert. Für die Synthese substituierter 2-Imidazoline gibt es eine Reihe verschiedener Methoden. Eine gängige Methode ist die Umsetzung von Aldehyden mit Ethylendiamin, bzw. Ethylendiaminderivaten.

## Eigenschaften
2-Imidazolin ist eine extrem hygroskopische Verbindung, die Kohlendioxid aus der Luft absorbieren kann.